# Blåsvart aspbagge
Blåsvart aspbagge (Phratora atrovirens), är en skalbaggsart som först beskrevs av Cornelius 1857. Blåsvart aspbagge ingår i släktet Phratora, och familjen bladbaggar. Arten är reproducerande i Sverige.